# Julius Edgar Lilienfeld
Julius Edgar Lilienfeld (Leopoli, 18 aprile 1882 – Charlotte Amalie, 28 agosto 1963) è stato un fisico austro-ungarico.

## Biografia
Nacque in una famiglia ebrea a Leopoli, allora in Austria-Ungheria e si trasferì negli Stati Uniti agli inizi del 1920 (è diventato cittadino americano nel 1934). A Lilienfeld sono accreditati i primi brevetti sul transistor ad effetto di campo (1925) e sul condensatore elettrolitico (1931).

### Formazione
Tra il 1900 e il 1904, studiò presso la Friedrich-Wilhelms-Universität a Berlino, dove conseguì il dottorato di ricerca il 18 febbraio 1905 e nello stesso anno iniziò a lavorare presso l'istituto di fisica dell'Università di Lipsia.

### Carriera
Lilienfeld cominciò le sue ricerche presso l'Università di Lipsia, dove condusse un importante lavoro sulle scariche elettriche a "vuoto", tra elettrodi metallici, dal 1910 in poi. La sua precoce passione era quella di chiarire in che modo i fenomeni del vuoto miglioravano cambiando le tecniche. Più di qualsiasi altro scienziato, è stato responsabile per l'identificazione dell'emissione di campo di elettroni come un effetto fisico separato. Egli chiamò il fenomeno "emissione auto-elettronica", ed era interessato ad essa come ad una possibile fonte di elettroni per tubi a raggi X miniaturizzati che potesse trovare impiego in applicazioni mediche.
Lilienfeld si trasferì negli Stati Uniti agli inizi del 1920, originariamente per difendere i brevetti che possedeva. Vi ha poi proseguito la sua carriera scientifica/industriale. Tra le altre cose, ha inventato un transistor "FET" e il condensatore elettrolitico nel 1920. Ha depositato diversi brevetti che descrivono la costruzione e il funzionamento di transistori, così come molte caratteristiche dei transistori moderni.